# Goran Nikolić (Basketballspieler)
Goran Nikolić (serbisch-kyrillisch Горан Николић; * 1. Juli 1976 in Nikšić, Jugoslawien) ist ein ehemaliger montenegrinischer Basketball-Spieler.

## Karriere
Nikolić begann seine professionelle Basketballkarriere 1996 bei Ibon Nikšić in der zweiten jugoslawischen Liga. Im Sommer 1997 wechselte er zu FMP Železnik in die Hauptstadt Belgrad, für die er bis zum Ende der Saison 2002/03 sechs Spielzeiten aktiv war. Mit FMP Železnik wurde er 1998 jugoslawischer Vizemeister, 1999 und 2002 erreichte er das Pokalfinale und 2003 wurde er Pokalsieger und kam bis ins Viertelfinale des ULEB Cups.
2001 wurde Nikolić in das jugoslawische Allstar Game berufen. Zur Saison 2003/04 wechselte er ins Ausland zum türkischen Europaligisten Efes Pilsen aus Istanbul. Im ersten Jahr bei Efes wurde Nikolić türkischer Meister und erreichte das türkische Pokalfinale. In der darauffolgenden Saison spielte er mit Efes Pilsen in der EuroLeague. In der Saison 2004/05 verteidigten Nikolic und Efes die türkische Meisterschaft und erreichten das Viertelfinale der Euroleague.
Im gleichen Jahr wurde Nikolić auch zum Allstar der türkischen Liga nominiert. In dieser Saison erzielte er im Schnitt 9,4 Punkte und 5 Rebounds in der Euroleague sowie 9,6 Punkte, 5,8 Rebounds und 1,1 Assists in der türkischen Liga. In der darauf folgenden Saison unterschrieb Nikolić bei BK Kiew, mit denen er in das Final Four des FIBA EuroCups vorstieß und ukrainischer Pokalfinalist und Vizemeister wurde. Durchschnittlich kam er für Kiew auf 10,8 Punkte, 4,3 Rebounds und 1,1 Assists im FIBA EuroCup sowie auf 10,9 Punkte, 5,8 Rebounds und 1 Assist im nationalen Wettbewerb.
Nachdem Nikolić schon 1997 in die jugoslawische Jugendnationalmannschaft berufen worden war, war er Mitglied des Endrundenkaders von Serbien und Montenegro bei der Basketball-Weltmeisterschaft 2006 in Japan, bei der man im Achtelfinale gegen den späteren Weltmeister Spanien ausschied. Nach der Abspaltung des montenegrinischen Basketballverbandes entschied sich der in Montenegro geborene Nikolić für die Nationalmannschaft des neuen Verbandes.
In der Saison 2006/07 spielte Nikolić für CB Estudiantes aus Madrid in Spanien. Im FIBA EuroCup schied Estudiantes erst im Halbfinale gegen den späteren Sieger CB Girona aus, in der spanischen Liga konnten sie jedoch nicht die Play-offs erreichen. Nikolic erzielte durchschnittlich 7,7 Punkte (59 % Zweier, 43 % Dreier), 5,1 Rebounds und 1 Assist im FIBA EuroCup sowie 8,3 Punkte (62 % Zweier, 38 % Dreier) und 3,3 Rebounds in der Liga ACB. Für die BBL-Saison 2007/08 wechselte Nikolić für ein einjähriges Engagement zum deutschen Erstligisten Alba Berlin, mit denen er 2008 die deutsche Meisterschaft gewann. Darauf folgte er im selben Jahr einem Angebot von Panionios aus Athen in der griechischen Liga A1 Ethniki, von wo er während der Saison zum zyprischen Verein Proteas EKA AEL in Limassol wechselte. Gleichfalls wechselte sein ebenfalls in Nikšić gebürtiger Landsmann Goran Jeretin, der zuvor beim BK Kiew gespielt hatte und in der Saison 2007/08 auch bei Alba unter Vertrag stand, zu diesem Verein. Gemeinsam erreichte man, für Nikolić erneut, das Final Four des mittlerweile EuroChallenge statt FIBA EuroCup betitelten Wettbewerbs, bei dem man jedoch nur den vierten Platz belegen konnte. Nach einer weiteren Spielzeit in der türkischen Basketball-Liga beim Verein aus Mersin beendete er 2010 seine Spielerkarriere.

## Erfolge
- Jugoslawischer Pokalsieger mit FMP Zeleznik 2003
- Türkischer Meister mit Efes Pilsen 2004
- Türkischer Pokalsieger mit Efes Pilsen 2005
- Deutscher Meister mit Alba Berlin 2008

## Auszeichnungen
- Jugoslawischer Allstar 2001
- Türkischer Allstar 2005